# Scott E. Parazynski
Scott Edward Parazynski (* 28. Juli 1961 in Little Rock, Arkansas) ist ein ehemaliger US-amerikanischer Astronaut.

## Ausbildung
Parazynski wuchs in Colorado und Kalifornien auf. Als er größer war, folgte die Familie dem Vater, der für den Flugzeughersteller Boeing weltweit arbeitete. Deshalb besuchte Parazynski amerikanische Hochschulen in Afrika und im Nahen Osten: zunächst in Dakar (Senegal), dann die American Community School in der griechischen Hauptstadt Athen und die Tehran American School in Teheran (Iran). Sein High-School-Diplom erhielt er 1979 von der American Community School in Beirut (Libanon).
Anschließend ging er in die USA zurück, um an der Stanford University in Kalifornien Biologie (Schwerpunkte Krebsforschung und Schlafkrankheit) zu studieren. Nach seinem Bachelor-Abschluss 1983 ging er an die Stanford Medical School und spezialisierte sich auf Humanmedizin. Neben seinem Studium arbeitete er am Ames Research Center der NASA und war während dieser Zeit außerdem Mitglied der Nationalmannschaft im Rennrodeln. Er trainierte ehrgeizig für eine Teilnahme an den Olympischen Winterspielen 1988, scheiterte aber knapp an der Qualifikation. Dafür heuerte ihn die philippinische Mannschaft als Trainer an, die er in Calgary betreute. 1989 promovierte er zum „Dr. med.“, zog an die US-Ostküste und absolvierte am Brigham and Women’s Hospital in Boston (Massachusetts) sein medizinisches Praktikum. Danach ging er nach Colorado und arbeitete als Unfallarzt in Denver.

## Astronautentätigkeit
Parazynski hatte seit dem Sommer 1990 als Unfallarzt gearbeitet, als er im März 1992 von der NASA als Astronaut vorgestellt wurde. Während seiner Freizeit hatte der passionierte Bergsteiger die höchsten Berge Colorados erklommen. Bevor er die Zusage von der NASA erhielt, dass seine Bewerbung angenommen wurde, hatte er mehrere Monate mit Vorbereitungen zur Besteigung des Mount Everest verbracht. Mit etwas Bedauern entschied er sich für die NASA und nicht für den höchsten Berg der Welt (auf dem höchsten Berg außerhalb Asiens, dem Cerro Aconcagua in Argentinien, war er übrigens schon).
Parazynski gehörte zu den 15 Missionsspezialistenanwärtern, die aus mehr als 2.000 Bewerbern ausgewählt wurden. Die 24-köpfige Astronautengruppe, bestehend aus 4 Piloten und 20 Missionsspezialisten (darunter 5 aus dem Ausland), begann im August 1992 die einjährige Grundausbildung.
Seit Januar 1994 trainierte Parazynski für seinen ersten Flug in den Weltraum, der mit dem Orbiter Atlantis zehn Monate später durchgeführt wurde. STS-66 war eine Spacelab-Mission unter der Bezeichnung ATLAS-3 (Atmospheric Laboratory for Applications and Sciences). Parazynski arbeitete als Missionsspezialist im Blauen Team – zur besseren Auslastung der Experimente wurde rund um die Uhr gearbeitet und die Besatzung deshalb in zwei Schichten eingeteilt (Rot und Blau). Während des elftägigen Unternehmens betreute Parazynski hauptsächlich die Apparaturen ESCAPE (Experiment of the Sun for Complementing the Atlas Payload and for Education-II), SSBUV (Shuttle Solar Backscatter Ultraviolet Spectrometer), NIH (National Institutes of Health) und PCG-THS (Protein Crystal Growth-Thermal Enclosure System).
Im Frühjahr 1995 wurde Parazynski als Ersatzmann für einen Langzeitaufenthalt auf der russischen Raumstation Mir ausgewählt. Er bereitete sich darauf vor, für seinen Kollegen Jerry Linenger einzuspringen, falls dieser nicht mit STS-81 hätte starten können. Parazynski trainierte ein halbes Jahr im „Sternenstädtchen“, bis er überraschend vom Shuttle-Mir-Programm abgezogen wurde. Er sei zu groß für die Sojus-TM-Raumschiffe, hieß es aus Moskau. Die Sojus-Raumschiffe sollten im Fall einer Havarie auf der Station zur schnellen Rückkehr zur Erde verwendet werden. Die NASA erklärte, dass man zunächst keine Probleme sah, erst eine genaue Überprüfung der Datenblätter hätte aufgezeigt, dass Parazynski mit einer Körpergröße von 1,88 Meter nicht in die Sitzschalen der Sojus passen würde.
Parazynski erhielt trotzdem Gelegenheit, zur russischen Raumstation zu fliegen. Er gehörte zur Crew von STS-86, die im Herbst 1997 Mir anflog und andockte. Gemeinsam mit dem Kosmonauten Wladimir Titow führte Parazynski eine fünfstündige Außenbordtätigkeit durch. Dabei entfernten sie Teile einiger Experimente und brachten eine Abdeckung an der Mir an, die das beschädigte Solarpaneel an dieser abdichten sollte. Bevor die Raumfähre nach anderthalb Wochen wieder zur Erde heimkehrte, wechselten sie ein Besatzungsmitglied aus: nach vier Monaten auf der Mir flog Mike Foale zurück. Seinen Platz übernahm David Wolf.
Am 29. Oktober 1998 begann mit STS-95 Parazynskis dritter Raumflug. Im Frachtraum der Raumfähre Discovery, die ihren 25. Einsatz hatte, befanden sich das Spacehab-Modul und der Satellit SPARTAN. Während die Mannschaft rund 80 wissenschaftliche Experimente im Spacehab durchführte, wurde SPARTAN für einige Tage zur Sonnenbeobachtung ausgesetzt. Vor allem jedoch richtete sich die gesamte Aufmerksamkeit auf ein Besatzungsmitglied: Der erste Mensch der USA, der die Erde umkreist hat, der inzwischen 77-jährige Senator John Glenn, flog als Nutzlastspezialist mit. Er war im Februar 1962 mit „Friendship 7“ ins All gestartet und landete nach nur drei Erdumläufen wieder. Auf eigenen Wunsch wurde er für STS-95 rekrutiert, für flugtauglich befunden und absolvierte das gesamte Training mit der übrigen Crew. Dr. Parazynski und Glenn arbeiteten während des neuntägigen Fluges eng zusammen, weil der Senator Untersuchungen über Alterungsprozesse (Stoffwechselveränderungen, Osteoporose) unternahm, die Parazynski überwachte.
STS-100 war Parazynskis vierter Einsatz in der Erdumlaufbahn. Eigentlich sollte Bob Curbeam daran teilnehmen. Dieser hatte jedoch schon lange für Außenbordarbeiten an der Internationalen Raumstation (ISS) trainiert und wurde deshalb auf STS-98 gesetzt, wo er bei drei Ausstiegen ein Labor an die Station montierte. Parazynski hatte während seines zweiten Fluges 1997 an einer anderen Raumstation gearbeitet. Wegen dieser Erfahrung wurde ihm zwei Jahre später die Position auf STS-100 übertragen. Die Mission fand im April 2001 statt. An zwei Tagen stiegen Parazynski und Chris Hadfield aus, um den kanadischen Robotarm an die ISS zu montieren.
Anschließend leitete Parazynski bis zum Absturz der Columbia im Februar 2003 die Abteilung für Außenbordtätigkeiten im Johnson Space Center. Danach wurde er zum Chef für die Arbeiten am Hitzeschild der Raumfähren bestellt.
Ab Sommer 2006 trainierte Parazynski für seinen nächsten Einsatz. Er war Missionsspezialist des Shuttle-Fluges STS-120, der am 23. Oktober 2007 begann und nach 15 Tagen zu Ende ging. Während der Mission reparierte er erfolgreich ein wichtiges Solarpaneel der Raumstation. Dieser Außeneinsatz gilt als der komplizierteste in der neunjährigen Geschichte der ISS.
Parazynski verließ die NASA im März 2009.

## Privates
Parazynski hat polnische Vorfahren – seine Urgroßeltern sind einst in die Vereinigten Staaten ausgewandert. Gemeinsam mit seiner Frau hat er eine Tochter und einen Sohn. Am 13. Mai 2013 wurde er von Bronisław Komorowski mit dem Offizierskreuz des Verdienstordens der Republik Polen ausgezeichnet.